# Soso (Misisipi)
Soso es un pueblo del Condado de Jones, Misisipi, Estados Unidos. Según el censo de 2000 tenía una población de 379 habitantes y una densidad de población de 73.2 hab/km².

## Demografía
Según el censo de 2000, había 379 personas, 157 hogares y 113 familias residiendo en la localidad. La densidad de población era de 73,2 hab./km². Había 174 viviendas con una densidad media de 33,6 viviendas/km². El 73,09% de los habitantes eran blancos, el 22,69% afroamericanos, el 3,96% de otras razas y el 0,26% pertenecía a dos o más razas. El 4,22% de la población eran hispanos o latinos de cualquier raza.
Según el censo, de los 157 hogares en el 25,5% había menores de 18 años, el 52,9% pertenecía a parejas casadas, el 13,4% tenía a una mujer como cabeza de familia y el 28,0% no eran familias. El 25,5% de los hogares estaba compuesto por un único individuo y el 14,0% pertenecía a alguien mayor de 65 años viviendo solo. El tamaño promedio de los hogares era de 2,41 personas y el de las familias de 2,87.
La población estaba distribuida en un 20,8% de habitantes menores de 18 años, un 11,1% entre 18 y 24 años, un 27,2% de 25 a 44, un 26,1% de 45 a 64 y un 14,8% de 65 años o mayores. La media de edad era 38 años. Por cada 100 mujeres había 98,4 hombres. Por cada 100 mujeres de 18 años o más, había 89,9 hombres.
Los ingresos medios por hogar en la localidad eran de 29.135 dólares ($) y los ingresos medios por familia eran 31.346 $. Los hombres tenían unos ingresos medios de 19.231 $ frente a los 22.250 $ para las mujeres. La renta per cápita para la ciudad era de 15.455 $. El 15,0% de la población y el 15,7% de las familias estaban por debajo del umbral de pobreza. El 25,6% de los menores de 18 años y el 21,3% de los habitantes de 65 años o más vivían por debajo del umbral de pobreza.

## Geografía
Según la Oficina del Censo de los Estados Unidos, la localidad tiene un área total de 5,2 km², todos ellos correspondientes a tierra firme.